# Юлія Новакова
Юлі Новакова (нар. 15 травня 1991, Прага) — чеська письменниця та перекладачка фентезі та детективів. Випускниця Карлового університету в Празі. За освітою біологиня-еволюціоністка.
Вона є авторкою романів і десятків оповідань, опублікованих у журналах (чеською Ikarie, XB-1, Pevnost та англійською, в тому числі Наукова фантастика Азімова, аналогова наукова фантастика та факти або Clarkesworld). З 2013 року перекладає романи інших авторів з англійської, регулярно пише та публікує власні твори цією мовою.

## Творчість
Її перший опублікований роман — поєднання детективу та наукової фантастики «Злочин у місті Посейдона», виданий празьким видавництвом Triton у 2009 році. Потім, у 2011 році, вона опублікувала кримінальний роман «Ніколи нічому не вір» і науково-фантастичний «Тиха планета». Того ж року разом із чотирма іншими авторами — Кароліною Франковою, Санче Фюлле, Вілмою Кадлечковою та Люсі Лукачовичовою вона написала роман «Таємна книга світлотіні».
У 2014 році вона приєдналася до авторів серії «Агент Дж. Ф. Кеннеді», створеної Їржем В. Прохазкою та Мирославом Жамбочем, і написала 34-й том серії під назвою «Без надії».
Через рік вона опублікувала трилогію «Близнюки», що складається з «Кільця Одкровення», «Елізіуму» і «Змінювачі зірок». У тому ж році вона видала антологію «Terra nullius» (з лат . Нічия земля).
У 2016 році вона видала ще одну антологію, цього разу англійською мовою, «Мрії з Потойбіччя. Антологія чеської фантастики».
Її збірка оповідань «Світи за горизонтом» вийшла друком у 2018 році.

## Нагороди
Юлію Новакову номінували на премію Карела Чапека, премію Ікарос і премію Відоучіго. У конкурсі на премію «Ікарос» вона посіла 3 місце. Вона виграла конкурс на кращий детективний роман, організований Міністерством внутрішніх справ Чехії, за що отримала лаврову корону. У 2013 році вона отримала нагороду Fandom Encouragement Award. У 2015 році вона отримала дві премії «Аеронавтілус» (за найкраще оповідання та роман року).

## Створення
Новели та переклади не включені.

### Романи
- Злочин у місті Посейдона (Прага, Triton, 2009)
- Ніколи нічому не вір (Брно, MOBA, 2011)
- Тиха планета (Прага, Epocha, 2011)
- Без надії (в рамках серії Agent JFK, том 34., Прага, Triton, 2014)
- Кільця Одкровення (Близнюки, том 1, Прага, Brokilon, 2015)
- Елізіум (Близнюки, том 2, Прага, Brokilon, 2015)
- Змінювачі зірок (Близнюки, том 3, Прага, Brokilon, 2015)

### Антології
- Terra nullius (Прага, Brokilon, 2015)
- Мрії з Потойбіччя. Антологія чеської фантастики (Самвидав, 2016)

### Збірки оповідань
- Світи за горизонтом (Прага, Brokilon, 2018)